# Médersa Islam Khodja
La médersa Islam Khodja est une des anciennes médersas (ou madrassas) d'Itchan Kala, la vieille ville de Khiva en Ouzbékistan. Comme tous les édifices de ce lieu préservé de l'architecture musulmane d'Asie centrale, elle appartient au patrimoine mondial de l'Unesco.

## Histoire
La médersa se trouve derrière le minaret Islam Khodja qui, comme la médersa, porte le nom de celui qui le fit construire. Islam Khodja était le grand vizir (et le beau-père) du dernier khan, Asfandiar, qui régna de 1910 à 1918. Ce sont des maîtres-artisans du village de Madir Bolt, Vaïzov et Madaminov qui ont effectué les glaçures des carreaux émaillés d'après des croquis d'Ich-Mouhammad Khoudaïberdiev.
La médersa Islam Khodja, construite en 1908, est un complexe architectural bien spécifique qui reflète l'influence du temps et de l'esprit des maîtres-artistans de Khiva. Elle comprend quarante-deux cellules, une grande salle sous une coupole et un minaret fort élevé (45 mètres). La maîtrise des architectes se révèle par la combinaison des formes effectuée dans un espace réduit. La niche du mirhab est décorée de carreaux de faïence et de gantch finement ciselé.

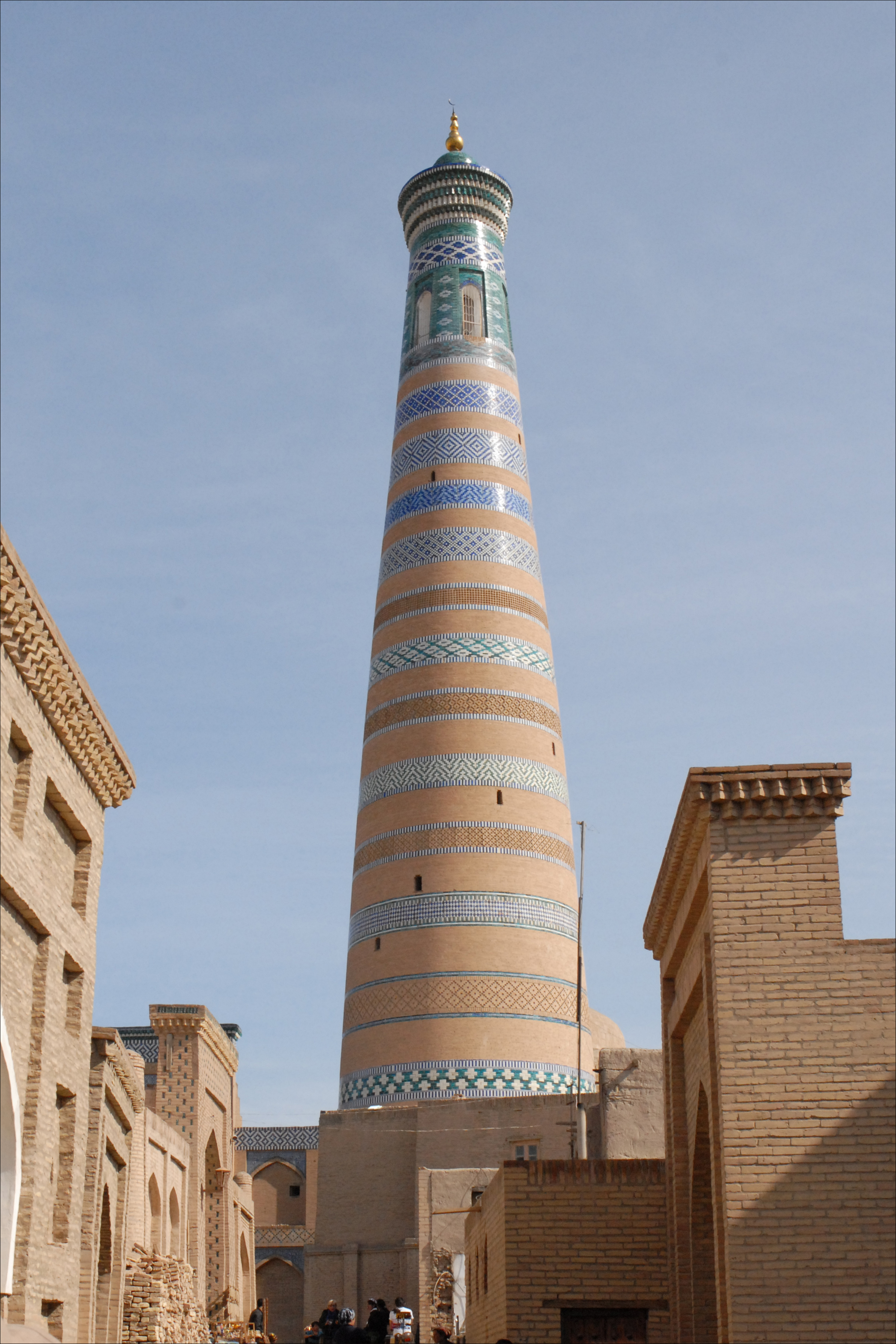
Vue du minaret, le plus haut de la ville.

La médersa abrite aujourd'hui le musée des arts appliqués de Khiva où sont exposés des tapis, tentures, boiseries .